# دلتای رود سند

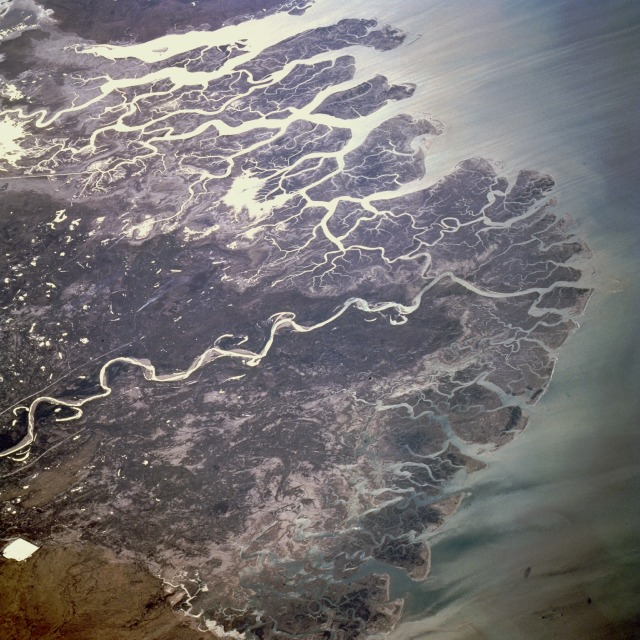
دلتای رود سند از فضا. خور کشندی کوری در بخش کوتچ هند نیز در بالای تصویر دیده می‌شود.

دلتای رود سند در جایی تشکیل شده که رود سند وارد دریای عرب می‌شود. بخش عمده این دلتا در ایالت سند پاکستان و قسمت کوچکی از آن نیز در بخش کوتچ هند قرار گرفته است. دلتای رود سند پهنه‌ای به مساحت تقریبی ۴۱٬۴۴۰ کیلومتر مربع (۱۶٬۰۰۰ مایل مربع) را در بر می‌گیرد و عرض آن در جایی که به دریا می‌رسد، حدود ۲۱۰ کیلومتر (۱۳۰ مایل) است. مساحت بخش فعال دلتا حدود ۶٬۰۰۰ کیلومتر مربع (۲٬۳۰۰ مایل مربع) است. آب و هوای این منطقه خشک است و فقط بین ۲۵ تا ۵۰ سانتی‌متر (۹٫۸ تا ۱۹٫۷ اینچ) بارندگی در یک سال عادی دریافت می‌کند. دلتای رود سند زیستگاه بزرگ‌ترین جنگل‌های خشک مانگرو در جهان و همچنین بسیاری از پرندگان، ماهی‌ها و دلفین رودخانه‌ای سند است.
از دهه ۱۹۴۰، این دلتا در نتیجه فعالیت‌های آبیاری در مقیاس بزرگ که مقادیر زیادی از آب رود سند را پیش از رسیدن به دلتا می‌گیرد، آب کمتری دریافت کرده است. نتیجه این فعالیت‌ها هم برای محیط زیست و هم برای جمعیت محلی فاجعه‌بار بوده است. در نتیجه، سیل ۲۰۱۰ پاکستان به عنوان یک «خبر خوب» برای اکوسیستم و جمعیت گونه‌های موجود در دلتای رودخانه در نظر گرفته شد، زیرا این سیل آب شیرین بسیار مورد نیاز را برای آنها به ارمغان آورد.
جمعیت بخش فعال دلتای رود سند در سال ۲۰۰۳ حدود ۹۰۰٬۰۰۰ نفر تخمین زده شد. بیشتر مردم به کشاورزی و ماهیگیری وابسته اند و هیزم مورد نیاز خود را از جنگل‌های مانگرو تأمین می‌کنند. بسیاری از سکونتگاه‌های پیشین در این دلتا به دلیل کمبود آب در رود سند و دریای عرب متروکه شده‌اند.

## جغرافیا

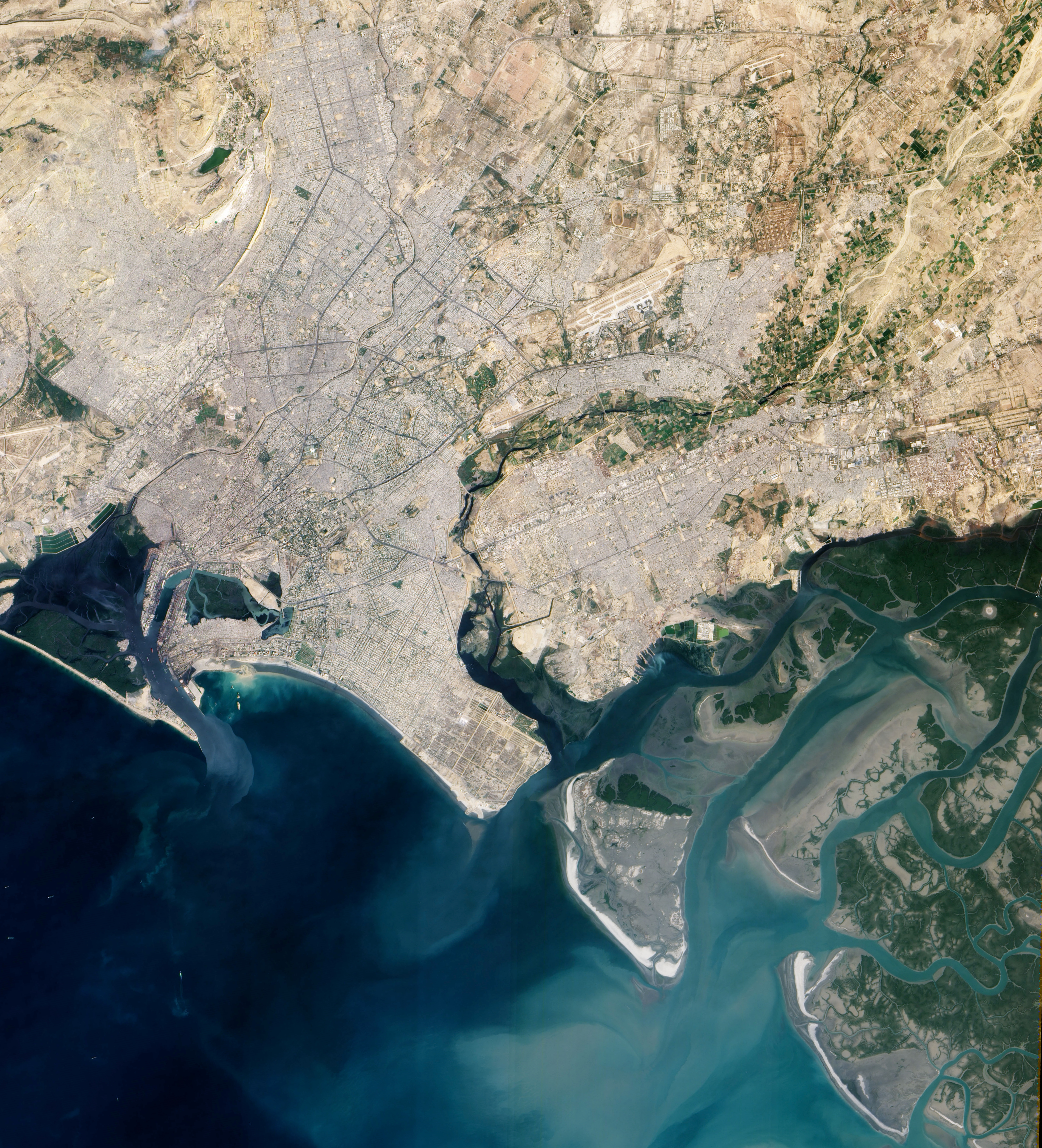
کراچی (در مرکز عکس) در امتداد لبه غربی دلتای رود سند (پایین سمت راست) واقع شده است.

طول خط ساحلی بخش پایانی دلتای سند با دریای عرب (حداکثر طول در جهت ساحل) در منابع مختلف حدود ۲۱۰ کیلومتر (۱۳۰ مایل), 220 و ۲۴۰ کیلومتر (۱۵۰ مایل) تخمین زده شده است. از آنجا که رود سند مکان خود را در نقاط مختلف تاریخ تغییر داده است، دارای یک منطقه دلتای «فعال» و یک منطقه دلتای کل (تمام مناطقی که زمانی بخشی از دلتا بوده‌اند) است. مساحت کل دلتا حدود ۲۹٬۵۲۴ کیلومتر مربع (۱۱٬۳۹۹ مایل مربع), ۳۰٬۰۰۰ کیلومتر مربع (۱۲٬۰۰۰ مایل مربع) و ۴۱٬۴۴۰ کیلومتر مربع (۱۶٬۰۰۰ مایل مربع).برآورد شده است. مساحت دلتای فعال نیز حدود ۴٬۷۶۲ کیلومتر مربع (۱٬۸۳۹ مایل مربع), و ۶٬۰۰۰ کیلومتر مربع (۲٬۳۰۰ مایل مربع). است. طول کل دلتا در امتداد محور سند حدود ۲۴۰ کیلومتر (۱۵۰ مایل) برآورد شده است، در حالی که دلتای کنونی از دریای عرب تا جنوب تاتا امتداد دارد (~۱۰۰ کیلومتر یا ۶۲ مایل). در حال حاضر ۱۷ خور کشندی اصلی (از جمله سر، بهیتیارو و کوری) و خورهای کوچک متعددی وجود دارد.
دلتا تقریباً تمام آب خود را از رود سند دریافت می‌کند که جریان سالانه آن تقریباً ۱۸۰ میلیارد متر مکعب (۲۴۰ میلیارد یارد مکعب) است و با ۴۰۰ میلیون تن گل و لای همراه است. از دهه ۱۹۴۰ سدها، آب‌بندها و کانال‌های آبیاری بسیاری بر روی رود سند ساخته شده است. در واقع بانک جهانی این کارها را به عنوان «بزرگ‌ترین سامانه آبیاری جهان» و سامانه آبیاری حوضه سند را به عنوان «بزرگ‌ترین سامانه آبیاری پیوسته توسعه‌یافته طی ۱۴۰ سال گذشته» در سراسر جهان توصیف کرده است. این کارها باعث کاهش جریان آب شده و تا سال ۱۹۹۴، جریان سالانه آب به دلتا ۴۳ میلیارد متر مکعب (۱٫۵ بیلیون فوت مکعب) بوده و مقدار گل و لای تخلیه‌شده سالانه ۱۰۰ میلیون تن (۹۸ میلیون تن بزرگ) برآورد شده است. از سال ۱۹۹۴، جریان آب کاهش یافته است زیرا پنجاب سهم بیشتری از آب را به خود اختصاص داده است.
آب و هوای دلتای رود سند، خشک توصیف شده است. این منطقه در یک سال عادی فقط ۲۵۰–۵۰۰ میلیمتر (۹٫۸–۱۹٫۷ اینچ) باران دریافت می‌کند. میانگین دما برای منطقه دلتا از ۲۱ تا ۳۰ درجه سلسیوس (۷۰ تا ۸۶ درجه فارنهایت) در ماه ژوئیه و ۱۰–۲۱ درجه سلسیوس (۵۰–۷۰ درجه فارنهایت) در ژانویه متغیر است. در طول تابستان، دلتای سند بادهای شدید موسمی را از سمت جنوب غربی تجربه می‌کند که باعث پوشیده شدن قسمت‌هایی از دلتا توسط آب دریا می‌شود. هنگامی که این آب عقب‌نشینی می‌کند، نمک‌هایی را در خاک دلتا به جا می‌گذارد. در طول زمستان بادهای دلتا از سمت شمال شرقی می‌وزند.
بادهای موسمی تابستان نیز به سطوح بالای انرژی امواج کمک می‌کنند. در واقع، دلتای سند در معرض بالاترین اثر موج دریا در میان دلتاهای رودخانه‌ای در جهان است. به گونه‌ای که مقدار انرژی موجی که دلتای سند در یک روز دریافت می‌کند بیشتر از انرژی دریافتی دلتای رودخانه می‌سی‌سی‌پی در یک سال است. در طول تاریخ، دلتای سند به دلیل تخلیه زیاد آب شیرین رودخانه، از تأثیر فرسایشی این امواج بر روی ساحل، جان سالم به در برده است. این مقدار زیاد انرژی موج، همراه با کاهش مقدار گل و لای خارج‌شده از رود سند (که در بالا به آن اشاره شد)، منجر به تشکیل ساحل‌های شنی شده است.
رود سند حدود ۵۰ میلیون سال پیش شروع به شکل‌گیری کرد و ۲۵ میلیون سال پیش نیز دشت سند شروع به بالاآمدگی کرد.